# Censure de Twitter
 (février 2024).
 (juin 2022).
La mise en forme du texte ne suit pas les recommandations de Wikipédia : il faut le « wikifier ».
Les points d'amélioration suivants sont les cas les plus fréquents. Le détail des points à revoir est peut-être précisé sur la page de discussion.
- Les titres sont pré-formatés par le logiciel. Ils ne sont ni en capitales, ni en gras.
- Le texte ne doit pas être écrit en capitales (les noms de famille non plus), ni en gras, ni en italique, ni en « petit »…
- Le gras n'est utilisé que pour surligner le titre de l'article dans l'introduction, une seule fois.
- L'italique est rarement utilisé : mots en langue étrangère, titres d'œuvres, noms de bateaux, etc.
- Les citations ne sont pas en italique mais en corps de texte normal. Elles sont entourées par des guillemets français : « et ».
- Les listes à puces sont à éviter, des paragraphes rédigés étant largement préférés. Les tableaux sont à réserver à la présentation de données structurées (résultats, etc.).
- Les appels de note de bas de page (petits chiffres en exposant, introduits par l'outil «  Source ») sont à placer entre la fin de phrase et le point final[comme ça].
- Les liens internes (vers d'autres articles de Wikipédia) sont à choisir avec parcimonie. Créez des liens vers des articles approfondissant le sujet. Les termes génériques sans rapport avec le sujet sont à éviter, ainsi que les répétitions de liens vers un même terme.
- Les liens externes sont à placer uniquement dans une section « Liens externes », à la fin de l'article. Ces liens sont à choisir avec parcimonie suivant les règles définies. Si un lien sert de source à l'article, son insertion dans le texte est à faire par les notes de bas de page.
- La présentation des références doit suivre les conventions bibliographiques. Il est recommandé d'utiliser les modèles {{Ouvrage}}, {{Chapitre}}, {{Article}}, {{Lien web}} et/ou {{Bibliographie}}. Le mode d'édition visuel peut mettre en forme automatiquement les références.
- Insérer une infobox (cadre d'informations à droite) n'est pas obligatoire pour parachever la mise en page.

Pour une aide détaillée, merci de consulter Aide:Wikification.
Si vous pensez que ces points ont été résolus, vous pouvez retirer ce bandeau et améliorer la mise en forme d'un autre article.

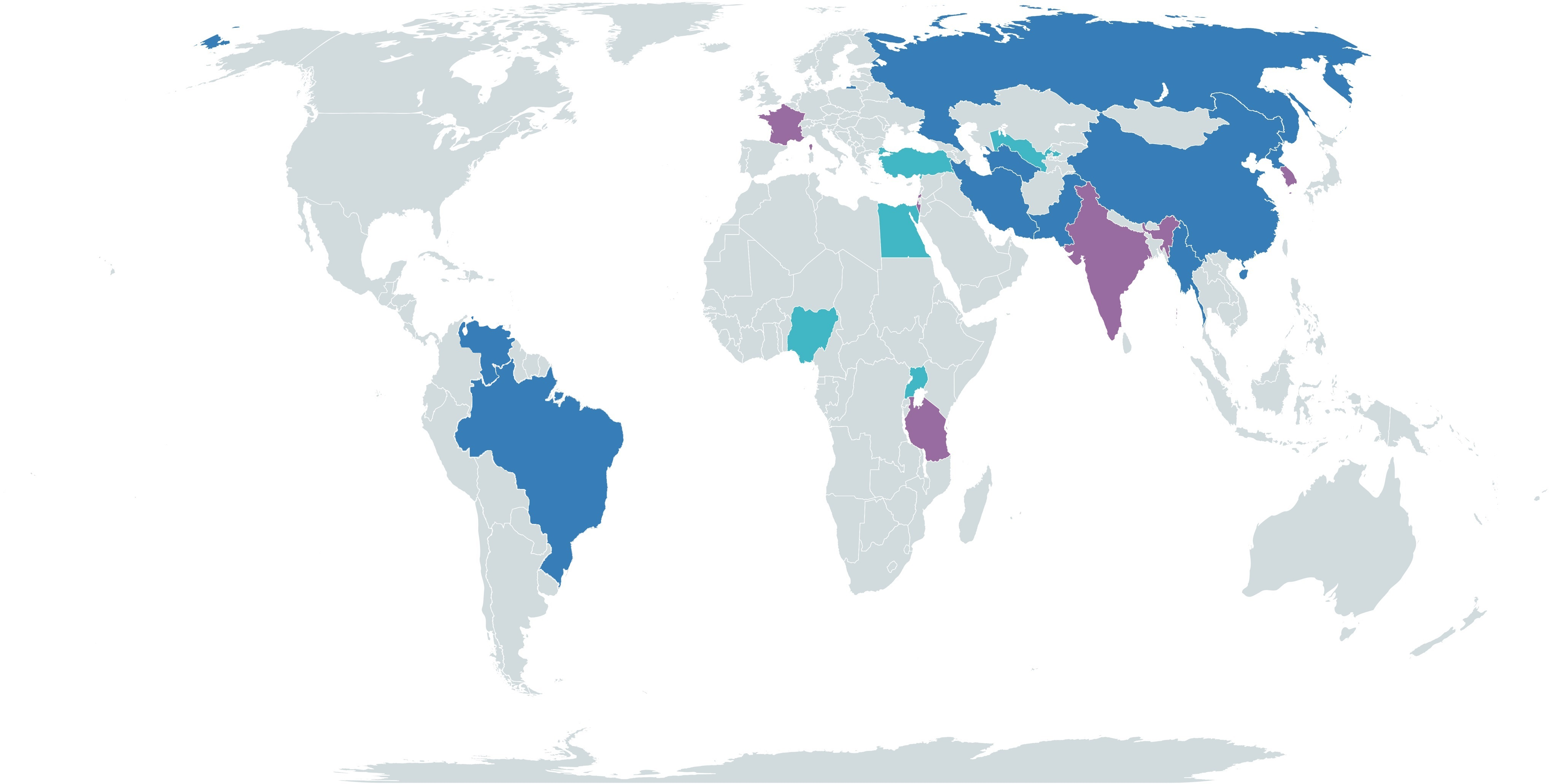
Les pays dans lesquels Twitter est ou a été censuré et les pays dans lesquels des processus juridiques ont été entamés

La censure de Twitter fait référence à un cas particulier de censure d'Internet par les gouvernements, consistant en le blocage ou la restriction de l'accès au réseau social de microblogage Twitter. La censure de Twitter inclut également les notifications gouvernementales et les demandes de retrait adressées à Twitter, que Twitter applique conformément à ses conditions d'utilisation lorsqu'un gouvernement ou une autorité soumet une demande de suppression valide à Twitter indiquant qu'un contenu spécifique (tel qu'un tweet) est illégal dans sa juridiction.

## Restrictions basées sur la demande du gouvernement
Twitter agit sur les plaintes de tiers, y compris les gouvernements, pour supprimer les contenus illégaux conformément aux lois des pays dans lesquels les personnes utilisent le service. Lors du traitement d'une plainte réussie concernant un tweet illégal de "responsables du gouvernement, d'entreprises ou d'une autre partie extérieure", le site de réseautage social informera les utilisateurs de ce pays qu'ils ne le verront peut-être pas.

### France
À la suite de la publication de messages antisémites et racistes par des utilisateurs anonymes, Twitter a supprimé ces messages de son service. Des poursuites ont été intentées par l'Union des étudiants juifs (UEJF), un groupe de défense français et, le 24 janvier 2013, la juge Anne-Marie Sauteraud a ordonné à Twitter de divulguer les informations personnellement identifiables sur l'utilisateur qui a publié le message antisémite, accusant le messages ont violé les lois françaises contre les discours de haine. Twitter a répondu en disant qu'il "revoyait ses options" concernant les accusations françaises. Twitter a eu deux semaines pour se conformer à l'ordonnance du tribunal avant que des amendes journalières de 1 000 € (environ 1 300 USD) ne soient imposées. Des problèmes de compétence se posent, car Twitter n'a pas de bureaux ni d'employés en France, il est donc difficile de savoir comment un tribunal français pourrait sanctionner Twitter,,.

### Inde
Des comptes Twitter usurpant le Premier ministre indien tels que "PM0India", "Indian-pm" et "PMOIndiaa" ont été bloqués en Inde en août 2012 à la suite de violences en Assam.
Pendant le couvre-feu au Jammu-et-Cachemire après la révocation indienne du statut spécial du Jammu-et-Cachemire le 5 août 2019, le gouvernement indien a approché Twitter pour suspendre les comptes qui diffusaient des rumeurs et du contenu anti-indien. Cela comprenait le compte Twitter de Syed Ali Shah Geelani, un leader séparatiste cachemiri. Le 3 août 2019, Geelani a tweeté "L'Inde est sur le point de lancer le plus grand génocide de l'histoire de l'humanité", à la tête duquel son compte a été suspendu à la demande des autorités. Deux jours plus tard, le 5 août, le parlement indien a adopté une résolution visant à scinder l'État du Jammu-et-Cachemire en deux territoires de l'union.
En février 2021, Twitter a bloqué l'accès de centaines de comptes qui publiaient sur la manifestation des agriculteurs indiens aux utilisateurs en Inde, à la demande du ministère de l'Intérieur ; le ministère du gouvernement a allégué que les comptes diffusaient des informations erronées,. Plus tard ce mois-là, Twitter a été soumis au code national d'éthique des médias sociaux, qui attend de toutes les entreprises de médias sociaux opérant dans le pays qu'elles suppriment le contenu à la demande du gouvernement dans les 36 heures et nomment un représentant local qui est un résident indien et titulaire d'un passeport.
Le 18 mai 2021, le porte-parole national du Bhartiya Janata Party, Sambit Patra, a publié une image qui proviendrait d'un document interne du Congrès national indien (INC), détaillant une campagne sur les réseaux sociaux contre le Premier ministre Narendra Modi pour critiquer sa gestion de la pandémie de COVID-19 en Inde. L'INC a contesté les messages et a affirmé qu'ils avaient été fabriqués. Twitter a par la suite marqué le message comme contenant des médias manipulés,. Le ministère des Communications et des Technologies de l'information a demandé à Twitter de retirer l'étiquette, alléguant que la décision de Twitter était "préjugée, préjudiciable et une tentative délibérée de colorer l'enquête par l'agence locale d'application de la loi". Après que Twitter ait refusé de retirer l'étiquette, ses bureaux à New Delhi ont été perquisitionnés par la police.
En juin 2021, Twitter a perdu son immunité en tant qu'« intermédiaire » en vertu de la loi sur les technologies de l'information pour ne pas avoir nommé de représentant local. Il sera considéré comme l'éditeur de tous les documents publiés sur la plate-forme,. Plus tard le même mois, la police de l'Uttar Pradesh a déposé une plainte contre Twitter l'accusant de distribution de pédopornographie. En mars 2022, la Haute Cour de Delhi a demandé à Twitter pourquoi il ne bloquerait pas les utilisateurs qui publient du contenu répréhensible sur les dieux hindous de la même manière qu'ils ont bloqué le président américain Donald Trump. Le tribunal a demandé une explication détaillée des politiques de Twitter et leur a demandé de déposer un affidavit.

### Israël
En 2016, l'accès aux commentaires du blogueur américain Richard Silverstein concernant une enquête criminelle, qui impliquait un mineur et était donc sous le coup d'un bâillon selon la loi israélienne, a été bloqué aux adresses IP israéliennes, à la suite d'une demande du ministère israélien de la Justice,.

### Pakistan
Depuis mai 2014, Twitter désactive régulièrement la possibilité d'afficher des « tweets » spécifiques à l'intérieur du Pakistan, à la demande du gouvernement pakistanais au motif qu'ils sont blasphématoires, après l'avoir fait cinq fois au cours de ce mois.
Le 25 novembre 2017, l'observatoire du blocage d'Internet NetBlocks et la Digital Rights Foundation ont recueilli des preuves du blocage national de Twitter aux côtés d'autres services de médias sociaux, imposé par le gouvernement en réponse aux manifestations du parti politique religieux Tehreek-e-Labaik,,. L'enquête technique a révélé que tous les principaux fournisseurs pakistanais de services fixes et mobiles étaient touchés par les restrictions, qui ont été levées par la PTA le lendemain lorsque les protestations se sont calmées à la suite de la démission du ministre du Droit et de la Justice Zahid Hamid.

### Russie
Le 19 mai 2014, Twitter a bloqué un compte politique pro-ukrainien pour les utilisateurs russes. Cela s'est produit peu de temps après qu'un responsable russe eut menacé d'interdire complètement Twitter s'il refusait de supprimer les "tweets" qui violaient la loi russe, selon le site d'information russe Izvestia.
Le 27 juillet 2014, Twitter a bloqué un compte appartenant à un collectif de hackers qui a divulgué plusieurs documents internes du Kremlin sur Internet.
Le 10 mars 2021, le Service fédéral russe de surveillance des communications, des technologies de l'information et des médias de masse a commencé à limiter Twitter sur tous les appareils mobiles et 50 % des ordinateurs en raison d'allégations selon lesquelles le conseil de réglementation de Twitter n'a pas supprimé les contenus illégaux, notamment le suicide, la pornographie juvénile, et la consommation de drogue. Ils ont émis que Twitter pourrait être bloqué en Russie s'il ne se conformait pas. Dans une déclaration par e-mail, Twitter a déclaré qu'il était "profondément préoccupé par l'étranglement de la conversation publique en ligne",.
De mars à avril 2021, Roskomnadzor a envisagé une interdiction et la suppression complète de l'adresse IP de Twitter de Russie. L'agence gouvernementale s'est heurtée à des démentis et à un manque d'urgence de la part du réseau social. Roskomnadzor possède les « capacités techniques » nécessaires pour supprimer complètement Twitter du domaine russe. La gravité de la situation s'est produite lorsque plus de 3 000 messages contenant de la pornographie juvénile en violation des directives de la communauté ont été détectés en 2021 par l'agence, qui a ensuite été envoyé au conseil de réglementation de Twitter pour vérification. Cependant, Twitter n'a envoyé aucune réponse à l'agence concernant le contenu illégal et a par la suite été accusé de ne pas respecter son obligation de maintenir les lignes directrices communautaires du réseau social.
Le 2 avril 2021, un tribunal russe a reconnu Twitter coupable de trois chefs d'accusation de "violation des réglementations sur la restriction des contenus illégaux" et a condamné Twitter à payer 117 000 dollars d'amende,. Le 5 avril 2021, la Russie a prolongé sa limitation de Twitter jusqu'au 15 mai 2021. Le 17 mai 2021, Roskomnadzor a déclaré que Twitter avait supprimé 91% du contenu interdit et avait renoncé à bloquer Twitter. À l'exception de 600 messages toujours en attente de suppression, l'agence gouvernementale a également déclaré qu'elle continuerait à limiter Twitter sur les appareils mobiles en disant seulement que Twitter devait supprimer tous les éléments interdits et à l'avenir supprimer les messages apparemment illégaux dans les 24 heures pour que toutes les restrictions soient levées.

### Corée du Sud
En août 2010, le gouvernement sud-coréen a tenté de bloquer certains contenus sur Twitter en raison de l'ouverture d'un compte Twitter par le gouvernement nord-coréen. Le compte Twitter nord-coréen créé le 12 août, uriminzok, traduit librement par "notre peuple" en coréen, a acquis plus de 4 500 abonnés en moins d'une semaine. Le 19 août 2010, la Commission des normes de communication de Corée du Sud, gérée par l'État, a interdit le compte Twitter pour diffusion d'"informations illégales". Selon BBC US et Canada, les experts affirment que la Corée du Nord a investi dans "les technologies de l'information depuis plus de 20 ans" avec une connaissance de l'utilisation des sites de réseaux sociaux. Cela semble n'être "rien de nouveau" pour la Corée du Nord, car ce pays reclus a toujours publié de la propagande dans sa presse, généralement contre la Corée du Sud, les qualifiant de "fantassins". Avec seulement 36 "tweets", le compte Twitter a pu accumuler près de 9 000 abonnés. À ce jour, la Commission sud-coréenne a interdit 65 sites, dont ce compte Twitter.

### Tanzanie
Le 29 octobre 2020, les FAI de Tanzanie ont bloqué les réseaux sociaux dans leur pays pendant la semaine électorale,. D'autres sites de médias sociaux ont été débloqués depuis lors, mais Twitter reste bloqué sur tous les FAI.

### Turquie
Le 20 avril 2014, Frankfurter Allgemeine Zeitung, FAZ, a rapporté que Twitter avait bloqué deux comptes hostiles au régime en Turquie, @Bascalan et @Haramzadeler333, tous deux connus pour dénoncer la corruption. En fait, le 26 mars 2014, Twitter a annoncé qu'il avait commencé à utiliser son outil Country Withheld Content pour la première fois en Turquie. En juin 2014, Twitter retenait 14 comptes et « des centaines de tweets » en Turquie.
La Turquie a soumis le plus grand nombre de demandes de suppression à Twitter en 2014, 2015,, 2016, 2017 et 2018. Alors qu'en 2019, elle était troisième.

### Venezuela
Les images Twitter ont été temporairement[réf. nécessaire] bloquées au Venezuela en février 2014, ainsi que d'autres sites utilisés pour partager des images, notamment Zello, une application de talkie-walkie. En réponse au blocage, Twitter a proposé aux utilisateurs vénézuéliens une solution de contournement pour utiliser leurs comptes par SMS sur leurs téléphones portables.
Le 27 février 2019, le groupe de surveillance Internet NetBlocks a signalé le blocage de Twitter par le fournisseur d'accès Internet CANTV pendant une durée de 40 minutes,. La perturbation a suivi le partage d'un tweet du chef de l'opposition Juan Guaidó lié à un enregistrement très critique publié sur SoundCloud, dont l'accès a également été restreint pendant l'incident. Les pannes se sont avérées conformes à un schéma de filtrage bref et ciblé d'autres plateformes sociales établi pendant la crise présidentielle du pays.

## Blocage de l'accès à Twitter par le gouvernement
Dans certains cas, les gouvernements et autres autorités prennent des mesures unilatérales pour bloquer l'accès Internet à Twitter ou à son contenu.
À partir de février 2022, les gouvernements de Chine, d'Iran, de Birmanie, de Corée du Nord, de Russie, du Turkménistan, et d'Ouzbékistan ont bloqué l'accès à Twitter[réf. à confirmer].

### Chine
Twitter est officiellement bloqué en Chine ; cependant, de nombreux Chinois contournent le blocage pour l'utiliser. Même les grandes entreprises chinoises et les médias nationaux, tels que Huawei et CCTV, utilisent Twitter via un VPN approuvé par le gouvernement,. Le compte officiel du ministère chinois des Affaires étrangères a commencé à tweeter en anglais en décembre 2019, tandis que des dizaines de diplomates, ambassades et consulats chinois gèrent leurs comptes sur Twitter. En 2010, Cheng Jianping a été condamné à un an dans un camp de travail pour avoir « retweeté » un commentaire suggérant que les boycotteurs de produits japonais devraient plutôt attaquer le pavillon japonais à l'Expo de Shanghai 2010. Son fiancé, qui a posté le commentaire initial, affirme qu'il s'agissait en fait d'une satire du sentiment anti-japonais en Chine. Selon le rapport du Washington Post, en 2019, des responsables de la sécurité de l'État ont rendu visite à certains utilisateurs en Chine pour leur demander de supprimer des tweets. La police chinoise produirait des impressions de tweets et conseillerait aux utilisateurs de supprimer soit les messages spécifiques, soit l'intégralité de leurs comptes. Le New York Times a décrit "la répression (des utilisateurs de Twitter en Chine) est inhabituellement large et punitive". Les cibles de la répression comprenaient même les rôdeurs de Twitter avec très peu de followers. En 2019, un étudiant chinois de l'Université du Minnesota a été arrêté et condamné à six mois de prison à son retour en Chine, pour avoir publié des tweets se moquant du dirigeant suprême chinois Xi Jinping alors qu'il était aux États-Unis. Le 3 juillet 2020, Twitter a annoncé que toutes les demandes de données et d'informations destinées aux autorités de Hong Kong avaient été immédiatement suspendues après l'entrée en vigueur de la loi sur la sécurité nationale de Hong Kong, imposée par le gouvernement chinois. Selon les verdicts officiels de 2020, des centaines de Chinois ont été condamnés à la prison pour avoir tweeté, retweeté et "aimé" du contenu sur Twitter. Selon les documents obtenus par le New York Times en 2021, la police de Shanghai tentait d'utiliser des moyens technologiques pour découvrir la véritable identité des utilisateurs chinois de comptes spécifiques sur des réseaux sociaux étrangers, dont Twitter.

### L'Iran
En 2009, lors de l'élection présidentielle iranienne de 2009, le gouvernement iranien a bloqué Twitter par crainte d'organiser des manifestations. En septembre 2013, le blocage de Twitter et de Facebook a été brièvement levé sans préavis en raison d'une erreur technique, cependant, en un jour, les sites ont de nouveau été bloqués.

### Corée du Nord
En avril 2016, la Corée du Nord a commencé à bloquer Twitter "dans un geste soulignant son inquiétude face à la diffusion d'informations en ligne". Quiconque tente d'y accéder sans autorisation spéciale du gouvernement nord-coréen, y compris les visiteurs et résidents étrangers, est passible de sanctions.

### Russie
Le 26 février 2022, lors de l'invasion de l'Ukraine, la Russie a commencé à restreindre l'accès à Twitter, le moniteur Internet mondial NetBlocks observant que la mesure de censure était en vigueur "sur plusieurs fournisseurs",. Bien que les connexions directes soient restreintes, les Russes pouvaient toujours accéder à Twitter via les services VPN. La décision a ensuite été annoncée par Roskomnadzor comme une mesure visant à limiter les informations sur Twitter et Facebook qui ne correspondaient pas aux positions du gouvernement russe.

### Turkménistan
À partir de 2018, les sites d'information et d'opposition étrangers sont bloqués au Turkménistan, et les réseaux sociaux internationaux tels que Twitter sont "souvent inaccessibles".

### Ouzbékistan
Le 2 juillet 2021, l'Ouzbékistan a bloqué l'accès à Twitter ainsi qu'à TikTok, VKontakte et Skype après avoir déclaré avoir violé une nouvelle loi sur les données personnelles. Cela s'est également produit au milieu de nouvelles lois adoptées qui criminalisaient l'insulte ou la diffamation du président en ligne, au milieu d'une élection présidentielle à venir plus tard cette année-là. Les sites ont été brièvement débloqués le 16 mars 2022 avant d'être à nouveau bloqués quelques heures plus tard.

### Égypte (bloc temporaire de 2011)
Twitter était inaccessible en Égypte le 25 janvier 2011, lors des manifestations égyptiennes de 2011. Certains reportages ont accusé le gouvernement égyptien de l'avoir bloqué. Vodafone Egypt, le plus grand opérateur de réseau mobile d'Égypte, a nié la responsabilité de l'action dans un tweet. Les communiqués de presse de Twitter n'ont pas indiqué qui, selon la société, a institué le blocage. Au 26 janvier, Twitter confirmait toujours que le service était bloqué en Égypte. Le 27 janvier, divers rapports ont affirmé que l'accès à l'ensemble de l'Internet depuis l'Égypte avait été fermé.
Peu de temps après la fermeture d'Internet, les ingénieurs de Google, Twitter et SayNow, une start-up de messagerie vocale acquise par Google en janvier, ont annoncé le service Speak To Tweet. Google a déclaré dans son blog officiel que l'objectif du service était d'aider les manifestants égyptiens à rester connectés pendant la coupure d'Internet. Les utilisateurs pouvaient téléphoner dans un "tweet" en laissant un message vocal et en utilisant le hashtag Twitter #Egypt. Ces commentaires pouvaient être consultés sans connexion Internet en composant les mêmes numéros de téléphone désignés. Ceux qui avaient accès à Internet pouvaient écouter les commentaires en visitant twitter.com/speak2tweet.
Le 2 février 2011, la connectivité a été rétablie par les quatre principaux fournisseurs de services égyptiens,,. Une semaine plus tard, le lourd filtrage qui s'était produit au plus fort de la révolution avait pris fin.

### Nigéria (bloc temporaire de 2021-2022)
Du 5 juin 2021 au 13 janvier 2022, le gouvernement nigérian a officiellement interdit Twitter ,, ce qui l'a empêché d'opérer dans le pays. L'interdiction a eu lieu après que Twitter a supprimé et temporairement suspendu les tweets du président nigérian Muhammadu Buhari, avertissant les habitants du sud-est du Nigéria,, principalement des Igbo, d'une répétition potentielle de la guerre civile du Biafra de 1967 en raison de l'insurrection en cours dans le sud-est du Nigeria,,,,,. Le gouvernement nigérian a affirmé que la suppression des tweets du président avait été prise en compte dans sa décision, mais elle était finalement basée sur "une litanie de problèmes avec la plate-forme de médias sociaux au Nigeria, où la désinformation et les fausses nouvelles qui s'y sont propagées ont eu des conséquences violentes dans le monde réel", citant l'utilisation persistante de la plate-forme pour des activités susceptibles de saper l'existence de l'entreprise nigériane.

### Turquie (bloc temporaire de 2014)
Le 21 mars 2014, l'accès à Twitter en Turquie a été temporairement bloqué, après qu'un tribunal a ordonné que des « mesures de protection » soient appliquées au service. Cela fait suite à des remarques antérieures du Premier ministre Tayyip Erdogan qui a juré de « balayer Twitter » à la suite d'allégations préjudiciables de corruption dans son entourage. Cependant, le 27 mars 2014, la 18e Cour pénale de paix d'Istanbul en Anatolie a suspendu l'ordonnance du tribunal susmentionnée. La Cour constitutionnelle de Turquie a par la suite jugé que l'interdiction était illégale. Deux semaines après que le gouvernement turc a bloqué le site, l'interdiction de Twitter a été levée. Cependant, à partir de 2017, Twitter rapporte que le gouvernement turc représente plus de 52 % de toutes les demandes de suppression de contenu dans le monde.

## Suspension et restriction des utilisateurs
En vertu des conditions d'utilisation de Twitter qui nécessitent l'accord des utilisateurs, Twitter se réserve le droit de suspendre temporairement ou définitivement les comptes d'utilisateurs en cas de violation. Un tel exemple a eu lieu le 18 décembre 2017, lorsqu'il a interdit les comptes appartenant à Paul Golding, Jayda Fransen, Britain First et le Traditionalist Worker Party. Donald Trump, l'ancien président des États-Unis, a fait face à un degré limité de censure en 2019, et à la suite de la prise d'assaut du Capitole des États-Unis en 2021 a été complètement suspendu le 8 janvier 2021, selon une interprétation de deux tweets par modération,,. Trump a largement utilisé la plate-forme comme moyen de communication et a intensifié les tensions avec d'autres nations à travers ses tweets. Le 8 janvier 2021, à 6 h 21 HNE, Twitter a définitivement suspendu le compte Twitter personnel de Trump. Le président a ensuite publié quatre mises à jour de statut sur le compte Twitter de POTUS, qui ont ensuite été supprimées. Twitter a déclaré qu'il ne suspendrait pas les comptes gouvernementaux, mais "prendrait plutôt des mesures pour limiter leur utilisation".
Les politiques de Twitter ont été décrites comme sujettes à manipulation par les utilisateurs qui peuvent se coordonner pour signaler les tweets politiquement controversés comme violant prétendument les politiques de la plate-forme, entraînant la déplateforme des utilisateurs controversés. La plate-forme a longtemps été critiquée pour son incapacité à fournir des détails sur les violations présumées de la politique sous-jacentes aux sujets des suspensions et des interdictions de Twitter.
En 2018, Twitter a déployé un "filtre de qualité" qui masquait le contenu et les utilisateurs jugés "de mauvaise qualité" des résultats de recherche et limitait leur visibilité, conduisant à des accusations de shadow banning. Après que les conservateurs ont affirmé qu'il censurait les utilisateurs de la droite politique, Alex Thompson, un écrivain de VICE, a confirmé que de nombreux politiciens républicains de premier plan avaient été shadow banned par le filtre. Twitter a reconnu plus tard le problème, déclarant que le filtre avait un bogue logiciel qui serait corrigé dans un proche avenir.
En octobre 2020, Twitter a empêché les utilisateurs de tweeter à propos d'un article du New York Post sur la théorie du complot Biden-Ukraine, concernant des e-mails sur Hunter Biden qui aurait présenté un homme d'affaires ukrainien à son père, Joe Biden. Les sénateurs Marsha Blackburn et Ted Cruz ont qualifié le blocage du New York Post sur Twitter d'"ingérence électorale". Le New York Times a rapporté en septembre 2021 qu'une enquête de la Commission électorale fédérale sur une plainte à ce sujet avait révélé que Twitter avait agi avec une raison commerciale valable, plutôt qu'avec un objectif politique. L'enquête de la FEC a également révélé que les allégations selon lesquelles Twitter aurait violé les lois électorales en interdisant prétendument les républicains et d'autres moyens étaient "vagues, spéculatives et non étayées par les informations disponibles".